# Barbatula simavica
Barbatula simavica là một loài cá vây tia thuộc họ Balitoridae.
Loài này chỉ có ở Thổ Nhĩ Kỳ. Môi trường sống tự nhiên của chúng là sông ngòi. Chúng hiện đang bị đe dọa vì mất môi trường sống.